# Van het westelijk front geen nieuws

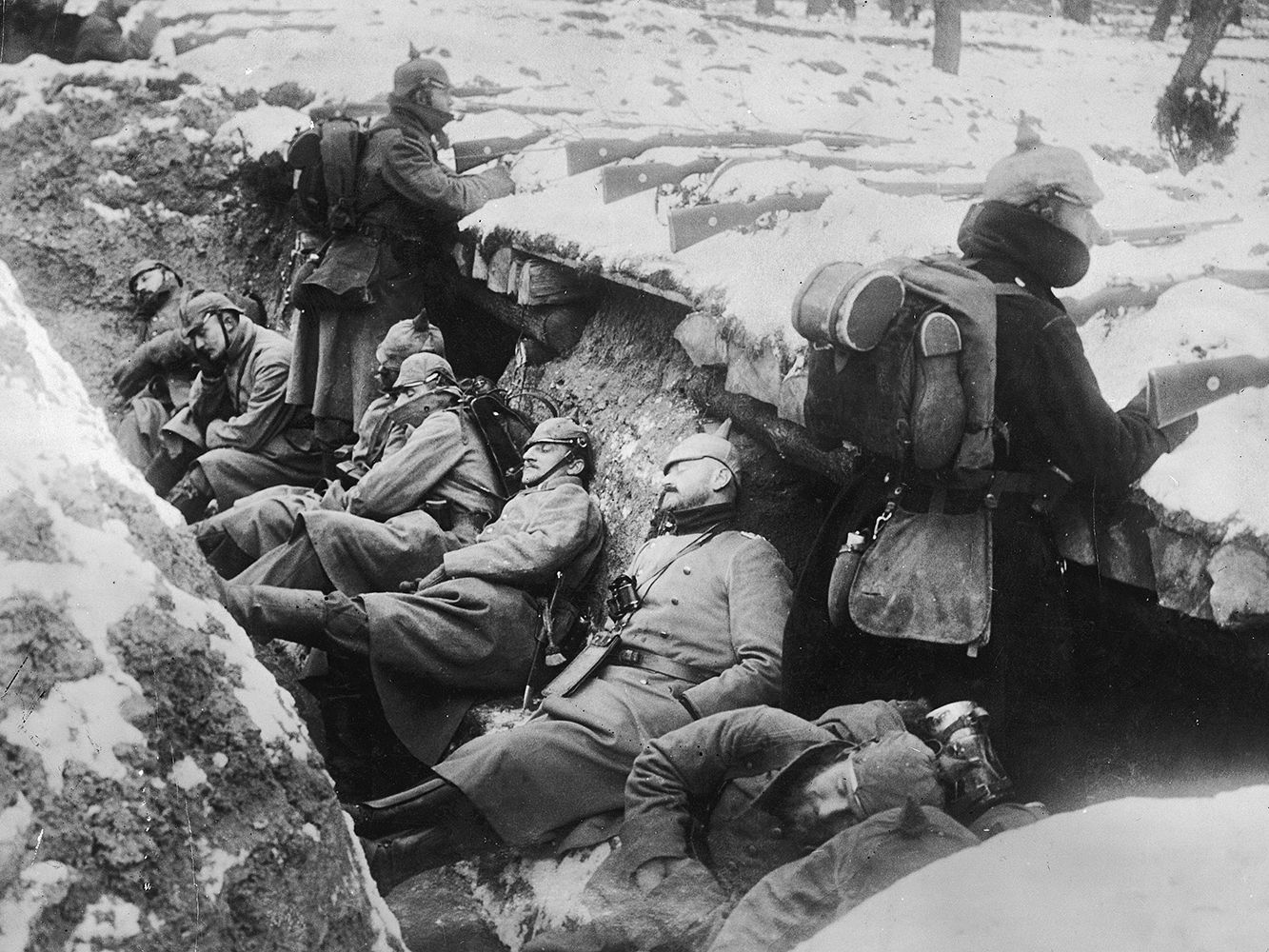
Duitse soldaten in een loopgraaf tijdens de Eerste Wereldoorlog

Van het westelijk front geen nieuws, originele Duitstalige titel: Im Westen nichts Neues, is een roman van Erich Maria Remarque, een Duitse veteraan van de Eerste Wereldoorlog, met de gruwelen en de zinloosheid van oorlog als het centrale thema. Het werk werd voor het eerst gepubliceerd als feuilleton in november en december 1928 en kort daarna in boekvorm vanaf januari 1929. Het boek is meer dan 2,5 miljoen keer verkocht in 25 talen in de eerste achttien maanden na publicatie, waaronder in het Nederlands in de vertaling door Annie Salomons.
Tijdens de heerschappij van de nazi's was het boek verboden in Duitsland en tijdens de Tweede Wereldoorlog in de door Duitsland bezette landen. Vanwege dit werk werd Remarque in 1938 het Duitse staatsburgerschap ontnomen.
De roman is drie keer verfilmd: in 1930, 1979 en 2022.

## Opdracht
Remarque liet zijn verhaal voorafgaan door een opdracht:
"Dieses Buch soll weder eine Anklage noch ein Bekenntnis sein. Es soll nur den Versuch machen, über eine Generation zu berichten, die vom Kriege zerstört wurde – auch wenn sie seinen Granaten entkam".
"Dit boek wil noch een aanklacht, noch een bekentenis zijn. Het wil alleen een poging wagen, verslag uit te brengen over een generatie, die door de oorlog vernield werd, ook als ze aan zijn granaten wist te ontkomen" (vertaling Annie Salomons).

## Inhoud
N.B. Voor deze weergave van het verhaalverloop is niet Remarques roman, maar het script van de filmversie 1979 van de hand van Paul Monash gebruikt.
Paul Bäumer is een Duitse student die veel van tekenen houdt. Bäumer tekent vooral vogels. De Eerste Wereldoorlog is echter aan de gang, waardoor er geen plaats is voor kunst. Omdat Paul en zijn klasgenoten bijna afgestudeerd zijn, moedigt hun leraar hen aan om dienst te nemen in het leger. De hele klas doet dit. Eerst gaan ze naar een legerkazerne, waar ze opgeleid worden tot soldaat. Pauls klas krijgt les van de sadistische korporaal Himmelstoss, die hun alleen maar onzinnige manoeuvres leert en een oneerlijk beleid voert. Als Himmelstoss een keer te ver gaat, nemen Paul en zijn vrienden wraak door hem te overvallen en te vernederen.
Na hun opleiding gaan Paul en zijn vrienden naar het leger. Daar worden ze aangevoerd door Stanislav Katzinsky, is een oude, ervaren soldaat, die 'Kat' genoemd wordt. Hij leert zijn soldaten de dingen die je werkelijk nodig hebt in het leger. Al snel komen de jonge soldaten erachter dat oorlog geen spelletje is. De eerste bekenden worden al gedood en de soldaten leven met grote onzekerheid. Ondanks alles proberen ze hun vrolijke kanten te behouden. Himmelstoss wordt ook overgeplaatst naar het leger, nadat hij in de kazerne te ver is gegaan, wat de soldaten terug doet denken aan hun onbekommerde tijd.
Eerst waren de soldaten bereid tot het uiterste te vechten voor keizer en vaderland, maar als ze erachter komen dat niet de ware helden, maar lafaards als Himmelstoss ook een lintje krijgen, beginnen ze te twijfelen aan het Duitse bestuur. Paul wordt ernstig met zichzelf geconfronteerd als hij 's nachts, wanneer er geen strijd is, een Franse soldaat doodt en met hem een aantal uren in een granaattrechter ligt. Dit brengt hem het besef bij dat de Franse soldaten geen gewetenloze monsters zijn, maar gewone mensen met een helm, een uniform en een geweer. Ook beseft hij hierdoor de pure waanzin van oorlog. Paul en enkele vrienden komen ook in contact met Franse meiden. Het dringt tot hem door dat voor de burgers het leven vrij gewoon is gebleven en dat Franse en Duitse burgers ondanks alles nog goed met elkaar om kunnen gaan.

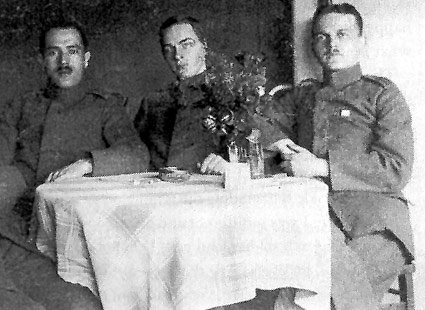
Remarque tussen twee andere soldaten in de Eerste Wereldoorlog

Als Paul op het slagveld gewond raakt, moet hij naar het ziekenhuis. Daar wordt hij opgelapt, maar hij wordt er ook geconfronteerd met soldaten die liever sterven dan dan verder te leven onder deze omstandigheden. Paul mag op verlof naar huis, maar hij komt er achter dat hij thuis niet meer gelukkig kan zijn. Hij is zo gewend geraakt aan oorlog, dat hij nu gelukkig is aan het front. Hij schrijft zijn zieke moeder een afscheidsbrief en gaat voortijdig weg bij zijn familie. Hij keert terug aan het front, waar veel vrienden van hem nu gesneuveld zijn. Er zijn maar enkele bekenden over, onder wie Kat. De soldaten worden ook steeds jonger en onervarener.
Kort na Pauls terugkeer wordt Kat geraakt door een granaatscherf. Kat beseft dat het einde van de oorlog nabij is en voorziet dat hij gaat sterven. Paul draagt hem op zijn schouders naar het ziekenhuis. Bij aankomst blijkt Kat te zijn overleden. Kort daarna sterven nog meer bekenden van Paul. De enige overgeblevenen van Pauls klas zijn nu hijzelf en zijn vriend Albert Kropp, die in het ziekenhuis ligt.
Het is zomer 1918. Het einde van de oorlog is dichtbij en er is een tijdelijke wapenstilstand. Paul is de meest ervaren soldaat aan het front geworden en dus de nieuwe aanvoerder. Zijn tweestrijd tussen uitzichtloosheid en levensdrang worden in deze woorden gevat:
Maar de strijd gaat door - het sterven gaat door. Zomer 1918. - Nooit hebben wij het leven in al zijn schraalheid zo liefgehad als nu; - de rode klaprozen op de weilanden bij onze barakken, de gladde kevers op de grashalmen, de warme avonden in de halfdonkere, koele kamers, de zwarte, geheimzinnige bomen in de schemering, de sterren en de stromende beken, de dromen en de lange slaap - o leven, leven leven!
Als aanvoerder schrijft Paul een brief naar Kropp, waarin hij de huidige situatie meldt. Dan hoort Paul een vogel fluiten. Als hij opkijkt ziet hij op een tak een vogel zitten. Hij voelt zich weer even die onbekommerde student van een paar jaar geleden. Hij pakt een blaadje en begint de vogel te tekenen. Daarbij vergeet hij het mogelijke gevaar en staat hij op. Ondanks de wapenstilstand wordt Paul door een Franse soldaat neergeschoten. Hij sterft met de half afgemaakte tekening geklemd in zijn hand. Zijn vroegere hobby en zijn laatste restje jongenshoop kostten hem het leven.
De film eindigt met een citaat uit een brief van een officier, waarin deze meldt: "Van het westelijk front geen nieuws", precies op de dag dat Paul is gesneuveld.

## Achtergrond

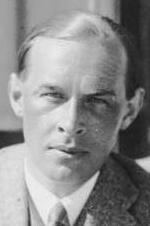
Erich Maria Remarque in 1929

Van het westelijk front geen nieuws beschrijft de verschrikkingen waarmee een groep jonge Duitse soldaten in de loopgraven te maken krijgt tijdens de Eerste Wereldoorlog. Remarque past geen ingewikkelde schrijfstijl toe en laat duidelijke plaats- en tijdsaanduidingen achterwege. Historische en politieke achtergrondbeschouwingen ontbreken vrijwel geheel. Het begin en het einde van het verhaal lijken volstrekt willekeurig en er ontbreekt zelfs een duidelijk plot. Het boek ontleent zijn kracht aan de ogenschijnlijk eenvoudige beschrijvingen van vreselijke situaties, de soms bizarre verwevenheid van positieve en negatieve gebeurtenissen en vooral van de uiterst knappe compositie van de afzonderlijke episodes, die het verhaal een bijzondere dynamiek geeft. Door de schijnbare eenvoud maakt het boek de lezer deelgenoot van de verschrikkingen in de loopgravenoorlog. Het is een universeel verhaal van soldaten die in de loopgraven strijden en sneuvelen.

## Het debuut
Van 10 november tot en met 9 december 1928 publiceerde het landelijke Duitse dagblad Vossische Zeitung Im Westen nichts Neues in feuilletonvorm. Het verhaal sloeg aan bij de Duitse lezers en de krant kende recordoplagen. De eerste uitgave in boekvorm verscheen in Duitsland op 31 januari 1929 in een oplage van 50.000 stuks. De boeken vlogen de winkel uit en talloze herdrukken volgden. In Duitsland waren eind 1929 bijna een miljoen exemplaren van Im westen nichts Neues verkocht.

## Publicatie in Nederland
De Vossische Zeitung verscheen ook in Nederland en werd met name in literaire kringen gelezen. Ook de Utrechtse uitgever Jacob Bommeljé kreeg de Duitse krant met het feuilleton van Remarque onder ogen. Hij was van meet af aan diep onder de indruk van het verhaal van Remarque en de commotie die de verschijning van het boek in Duitsland veroorzaakte. Bommeljé was eigenaar van de Utrechtse boekhandel en uitgeverij Erven J. Bijleveld.
Jacob Bommeljé was een overtuigd anti-militarist en was begin twintiger jaren zeer bezorgd over het opkomende nationalisme in Europa en in Duitsland in het bijzonder. Reeds na enkele afleveringen in de Vossische Zeitung vatte hij het plan op het boek van Remarque in een Nederlandse vertaling uit te geven. Hij was er vast van overtuigd dat het een rol kon gaan spelen in de strijd tegen het opkomende nationalisme en de daarmee gepaard gaande oorlogsdreiging. De indringende beschrijvingen in het boek zouden de mensen de ogen openen voor de gevaren van een nieuwe oorlog. Gedreven als hij was nam hij daartoe meteen contact op met de Duitse uitgever Propyläen, onderdeel van het Ullstein-concern. Hij wist als eerste en enige de uitgeefrechten voor Nederland te verkrijgen.

### Vertaling van Annie Salomons
Bommeljé ging na het verkrijgen van de publicatierechten op zoek naar een vertaler. Zijn keuze viel op de schrijfster en vertaalster Annie Salomons (26 juni 1885–16 januari 1980), die haar sporen op literair gebied op dat moment al verdiend had. Zij begon met dichten maar ging al snel over op het schrijven van romans. Naast haar ruime schrijverservaring en kennis van de Duitse taal had Salomons als voordeel dat ze per direct als vertaler beschikbaar was. Dat was belangrijk, want Jacob Bommeljé had enorme haast om het boek van Remarque uit te geven. Hij zette Salomons onder zware druk om de roman zo snel mogelijk te vertalen en maande haar continu tot grote spoed. Elke bladzijde die ze vertaald had werd meteen naar de drukkerij gebracht.

### Eerste publicatie
Op 18 april 1929, krap een half jaar na de eerste publicatie in de Vossische Zeitung, verscheen Van het westelijk front geen nieuws in Nederland. Dit was de eerste keer dat het boek in een andere dan de Duitse taal verscheen. De Nederlandse vertaling verscheen in eerste instantie in een in grof linnen gebonden uitgave. Het grove linnen van de kaft moest degelijkheid uitdrukken. De stofomslag van het boek werd ontworpen door een kennis van Bommeljé. De stijl waarin deze het kaft opmaakte was geïnspireerd door het gebruik van kaders en schuin gedrukte stukken tekst zoals dat toen in Rusland erg populair was. Al vrij snel verscheen het boek met een papieren stofomslag. Hiervoor werd eenvoudigweg de kaft van de gebonden versie gebruikt.

### Illustraties
Toen de eerste hausse van herdrukken in 1929 voorbij was, bedacht uitgever Bommeljé dat het boek nog aantrekkelijker zou worden als in een volgende uitgave illustraties zouden staan. Hij vroeg daarom de kunstenaar Arie Zonneveld om illustraties te maken. Diens eerste werk bestond uit olieverfschilderijen en aquarellen, maar later legde hij zich ook toe op het maken van houtsnedes. Bommeljé stelde Zonneveld financieel in staat een reis te maken naar de slagvelden in Noord-Frankrijk om daar inspiratie op te doen voor de illustraties. Zonneveld maakte uiteindelijk een aantal schitterende houtsneden op basis van het boek en zijn observaties tijdens zijn reis. Op dit moment zijn er nog elf verschillende houtsneden bekend. Het is niet uitgesloten dat Zonneveld meer heeft gemaakt, die in de loop der tijd moeten zijn verdwenen.
De houtsnede bleek een fantastische techniek om de gruwelijkheid van de oorlog te verbeelden. Houtsneden worden veelal afgedrukt in één kleur, wat afbeeldingen met harde contrasten oplevert. De techniek laat subtiel lijngebruik slecht toe. Hierdoor hebben houtsneden van nature een wat grof en dramatisch effect. Zonneveld heeft van de eigenschappen van deze druktechniek op een meesterlijke wijze gebruikgemaakt. De gezichten van mensen in de afbeeldingen zijn verwrongen en bijna wanstaltig. Het decor wordt gevormd door ontploffingen, lijken en boomstompen. De schijnbare grofheid van de afbeeldingen weerspiegelen het drama van de oorlog. De boodschap van de prenten is daarmee niet mis te verstaan. Dat oorlog een verschrikkelijk bedrijf is was precies de boodschap die uitgever Bommeljé met het boek wilde uitdragen.
De Duitse uitgever Propyläen verbood echter het gebruik van illustraties in het boek. De reden hiervoor is niet geheel duidelijk. Mogelijk dat het uitbrengen van de verfilming van het boek in 1930 hier iets mee te maken heeft. Een houtsnede van Zonneveld werd voor het eerst afgedrukt op het kaft van de editie van 1949 en een aantal latere edities. De overige prenten van Zonneveld zijn nooit meer door de uitgever gebruikt.

### De Tweede Wereldoorlog
De nationaalsocialisten zagen het boek van Remarque als een enorme belediging van de in hun ogen glorieuze strijd van het Duitse leger in de Eerste Wereldoorlog. Reeds in de begindagen van de Duitse bezetting van Nederland haalden de Duitsers al de niet verkochte exemplaren van Van het westelijk front geen nieuws op bij de uitgever en vernietigden ze. Daarmee is het boek van Remarque een van de allereerste boeken die in Nederland aan de Duitse censuur ten prooi vielen.

### Naoorlogse uitgaven

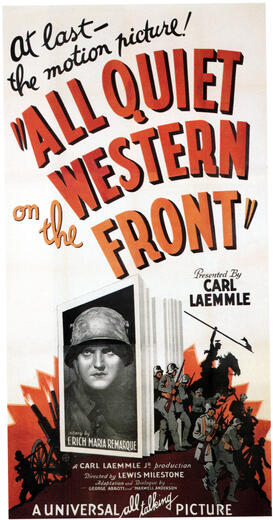
Poster voor de film All Quiet on the Western Front (1930)

De eerste naoorlogse uitgave van Van het westelijk front geen nieuws verscheen als vijftiende druk in oktober 1949. Op de stofkaft van deze uitgave verscheen voor het eerst een van de houtsnedes van Zonneveld. In de volgende decennia verschenen regelmatig nieuwe drukken. In 1970 werd een samenvatting Van het westelijk front geen nieuws opgenomen in een bundel van de uitgeverij Reader's Digest. Dit is de enige Nederlandse uitgave die niet door de uitgeverij Erven J. Bijleveld is uitgegeven, maar wel de enige geïllustreerde Nederlandse uitgave.
Ook in onze tijd blijft het boek van Remarque indruk maken. De simpele maar dramatisch weergegeven boodschap van het boek is tijdloos en blijft, weliswaar in steeds weer nieuwe settings, actueel. Tot op heden zijn in Nederland dertig zelfstandige drukken van Van het Westelijk Front geen nieuws verschenen. Omstreeks 2000 liet Bijleveld, inmiddels geleid door Jacobs zoon Bastiaan Bommeljé, een nieuwe vertaling maken door Roland Jonkers.

## Succes en kritiek
In de Weimarrepubliek Duitsland waren boek en schrijver rond 1930 de aanleiding van een rel die gaandeweg kolossale proporties aannam. De zeer emotionele reacties waren niet zozeer te wijten aan de inhoud van het boek, als wel aan het feit dat het boek op een cruciaal moment verscheen. In Duitsland waren wel eerder romans over de Eerste Wereldoorlog verschenen zonder dat deze het grote publiek waren opgevallen. Vanaf 1927 verschenen over de oorlog echter boeken die vanuit een meer nationalistisch standpunt geschreven waren. Deze verhalen werden gecombineerd met beschrijvingen van de heldenmoed en opofferingsbereidheid van de Duitse frontsoldaten. Duitsland herstelde zich op dat moment van een periode van geldontwaarding, de herstelbetalingen ten gevolge van de Eerste Wereldoorlog en de bezetting van delen van zijn grondgebied door buitenlandse troepen. Het land maakte zich op voor een nieuwe tijd.
In die tijd van een nieuwe nationalistische bewustwording en opkomend militarisme kwam als tegenbeweging het boek van Remarque met zijn weinig heroïsche beschrijvingen van gewone soldaten, die openlijk de zin en de rechtvaardigheid van de oorlog ter discussie stelden. Geen grote verhalen over heldenmoed en sneuvelen ter meerdere eer en glorie van het geliefde vaderland. In het boek ging het over de gewone frontsoldaat en hoe deze zich staande probeerde te houden in de afschuwelijke wereld van de loopgraven te midden van artilleriebeschietingen en gifgasaanvallen. De soldaten verrichtten geen grootse daden en voor hen was geen klinkende eindoverwinning weggelegd. Zij sneuvelden een voor een zonder dat dit ook maar de moeite was om op te nemen in het dagelijkse legercommuniqué, dat dagelijks berichtte ‘dat er van het westfront geen nieuws te melden was’.
Het boek van Remarque ging duidelijk tegen de alom in Duitsland aanwezige nationalistische tijdsgeest in. De Duitse uitgever probeerde daarom te polsen of er een lezerspubliek voor was, door het verhaal eerst in de krant te plaatsen. Dat publiek bleek er inderdaad te zijn. Een felle reactie van de zijde van de Duitse nationaalsocialisten bleef niet uit. In kranten, tijdschriften werd een ongekend heftige polemiek tussen voor- en tegenstanders van het boek uitgevochten. Toen op 4 december 1930 de verfilming van de Amerikaan Lewis Milestone van Im Westen nichts Neues in Berlijn in première ging was het hek daar helemaal van de dam. De nazi's waren zwaar beledigd over wat men zag als een buitenlandse parodie op het Duitse leger. Binnen enkele dagen werd de vertoning van de film in Duitsland verboden. Drie jaar later, op 10 mei 1933, drie maanden na Hitlers machtsovername, gingen de werken van Remarque tijdens de boekverbranding in nazi-Duitsland op initiatief van de Deutsche Studentenschaft op de Opernplatz in Berlijn op de brandstapel. Tijdens het verbranden van Remarques boek citeerde men de volgende rituele spreuk: Tegen het literair verraad aan de soldaten van de Wereldoorlog, voor de stichting van het volk in de geest van de weerbaarheid! Ik geef de geschriften van Erich Maria Remarque prijs aan de vlammen. Remarque werd tot verrader van het vaderland verklaard en in 1938 werd hem zijn Duits staatsburgerschap ontnomen. Hij was negen jaar staatloos totdat hij in 1947 staatsburger van de Verenigde Staten werd. 
Van het Westelijk front geen nieuws werd ook in Nederland meteen een groot succes. Alleen al in 1929 verschenen negen edities, en aan het einde van het jaar waren meer dan 54.000 exemplaren van het boek gedrukt. Dit is opmerkelijk aangezien Nederland tijdens de Eerste Wereldoorlog neutraal was gebleven. De roman was met name populair bij dat deel van de Nederlandse bevolking dat bang was dat, gezien de toenmalige politieke ontwikkelingen in Europa, de Eerste Wereldoorlog een even desastreus vervolg zou krijgen.

## Films
In 1930 werd een Amerikaanse film van het boek gemaakt, All Quiet on the Western Front. De regisseur was Lewis Milestone. Het script werd geschreven door Maxwell Anderson, George Abbott, Del Andrews, C. Gardner Sullivan, met hulp van Walter Anthony en Milestone. Hoofdrollen waren weggelegd voor Louis Wolheim, Lew Ayres, John Wray, Arnold Lucy en Ben Alexander. De film won de Academy Award voor Beste Film in 1930 voor de producent Carl Laemmle Jr. en een Academy Award voor Beste Regisseur voor Lewis Milestone. Het was de eerste geluidsfilm die geen musical was en een Oscar voor Beste Film won.
In 1979 werd voor de televisie een remake van de film gemaakt. Regisseur was Delbert Mann, Richard Thomas nam de rol van Paul Bäumer op zich. Ernest Borgnine en Donald Pleasence speelden belangrijke bijrollen.
In 2022 werd voor Netflix een Duitse remake van de film gemaakt. Regisseur was Edward Berger.